# Chartosaldoida
Chartosaldoida is een geslacht van wantsen uit de familie van de Saldidae (Oeverwantsen). Het geslachtd voor het eerst wetenschappelijk beschreven door Cobben in 1987.

## Soorten
Het genus is monotypisch en bevat alleen de volgende soort:

- Chartosaldoida miridiformis Cobben, 1987